# Demidówka
Demidówka (ukr. Демидівка) – osiedle typu miejskiego na Ukrainie i stolica rejonu obwodu rówieńskiego, położone na Wołyniu.

## Historia
Miejscowość po raz pierwszy wzmiankowana w XVI w. Przynależała administracyjnie do województwa wołyńskiego Królestwa Polskiego aż do rozbiorów. Po odzyskaniu przez Polskę niepodległości w granicach gminy Kniahinin województwa wołyńskiego.
Do 1942 roku Demidówka była zamieszkana głównie przez Żydów. W maju 1942 roku Niemcy utworzyli w miasteczku getto. Zlikwidowano je 8 października 1942 rozstrzeliwując około 600 Żydów. Zbrodni dokonało SD z Równego przy współudziale niemieckiej żandarmerii i ukraińskiej policji. Około 100 osób zdołało zbiec podczas egzekucji, jednak większość z nich została później schwytana i zabita.
Status osiedla typu miejskiego posiada od 1959.
W 1989 liczyła 2844 mieszkańców, a w 2013 – 2586 mieszkańców.